# (1158) Luda
(1158) Luda es un asteroide perteneciente al cinturón de asteroides descubierto el 31 de agosto de 1929 por Grigori Nikoláievich Neúimin desde el observatorio de Simeiz en Crimea.
Está nombrado en honor de Liudmila Nikoláievna «Luda» Neúimin, hermana del descubridor.
Luda forma parte de la familia asteroidal de María.